# La Muette (métro de Paris)
Pour les articles homonymes, voir La Muette (homonymie).
La Muette est une station de la ligne 9 du métro de Paris, située dans le 16e arrondissement de Paris.

## Situation
La station est implantée au cœur du quartier de la Muette, sous l'amorce de l'avenue Mozart au sud de l'intersection avec la chaussée de la Muette, où se trouve la place Jane-Évrard. Orientée selon un axe nord-est/sud-ouest, elle s'intercale entre les stations Ranelagh et Rue de la Pompe.

## Histoire
La station est ouverte le 8 novembre 1922 avec la mise en service du premier tronçon de la ligne 9, entre les terminus provisoires de Trocadéro et d'Exelmans.
Elle doit sa dénomination à sa proximité avec la chaussée de la Muette, au sein du quartier éponyme, dont le nom fait référence au château de la Muette à quelques centaines de mètres au nord-ouest.
Le nom de la station est sous-titré Musée Marmottan-Monet, du nom du musée situé à proximité, sur les plaques énumérant les stations desservies qui sont disposées dans les couloirs.
Le 9 juin 1943, le résistant Charles Delestraint est arrêté au métro La Muette par la Gestapo. Une plaque commémorative lui rend hommage à la sortie principale de la station.
À partir des années 1960, les quais sont modernisés par la mise en place d'un carrossage métallique de forme incurvée sur les piédroits, doté de montants horizontaux verts et de cadres publicitaires dorés, éclairés par le haut. Cet aménagement, alors largement déployé sur le réseau pour rénover les stations rapidement et à moindre coût, voit par la suite ses lambris repeints en rouge en haut et blanc en bas, ainsi que ses bancs d'origine remplacés par des sièges de style « Motte » rouges également, tandis que les poutres métalliques supportant le plafond de la station sont peintes en vert foncé.
Jusqu'au 6 décembre 1985, une correspondance était possible par la voie publique avec l'ancienne ligne d'Auteuil à la gare de Passy-la-Muette, aujourd'hui reconvertie en restaurant.
Dans le cadre du programme « Renouveau du métro » de la RATP, la station fait l'objet de travaux de rénovation à compter de 2009, ce qui entraîne le retrait définitif du carrossage publicitaire (faisant provisoirement réapparaître d'anciennes affiches et plans du métro antérieurs aux années 1960) au profit d'un renouvellement du carrelage blanc biseauté, des peintures et de l'éclairage. Ceci entraîne également la disparition des faïences biseautées d'origine dans le style d'entre-deux-guerres de l'ex-CMP sur les quais, décoration caractérisée par des cadres publicitaires de couleur miel à motifs végétaux et le nom de la station incorporé dans la céramique des piédroits.

### Fréquentation
Selon les estimations de la RATP, la station a vu entrer 3 991 922 voyageurs en 2019, ce qui la place à la 118e position des stations de métro pour sa fréquentation. En 2020, avec la crise du Covid-19, son trafic annuel tombe à 2 114 924 voyageurs, la classant alors au 113e rang, avant de remonter progressivement en 2021 avec 3 010 370 entrants comptabilisés, ce qui la place à la 106e position des stations du réseau pour sa fréquentation cette année-là.

## Services aux voyageurs

### Accès
La station dispose d'une entrée principale et d'une sortie secondaire :
- l'accès no 1 « Chaussée de la Muette », constitué d'un escalier fixe orné d'un des rares candélabres Val d'Osne subsistant sur le réseau, débouchant à l'angle formé par l'avenue Mozart et la chaussée de la Muette, respectivement au droit des nos 2 et 11 ;
- l'accès no 2 « Avenue Mozart », constitué d'un escalier mécanique montant permettant uniquement la sortie, se trouvant face au no 5 de l'avenue.

Accès à la station
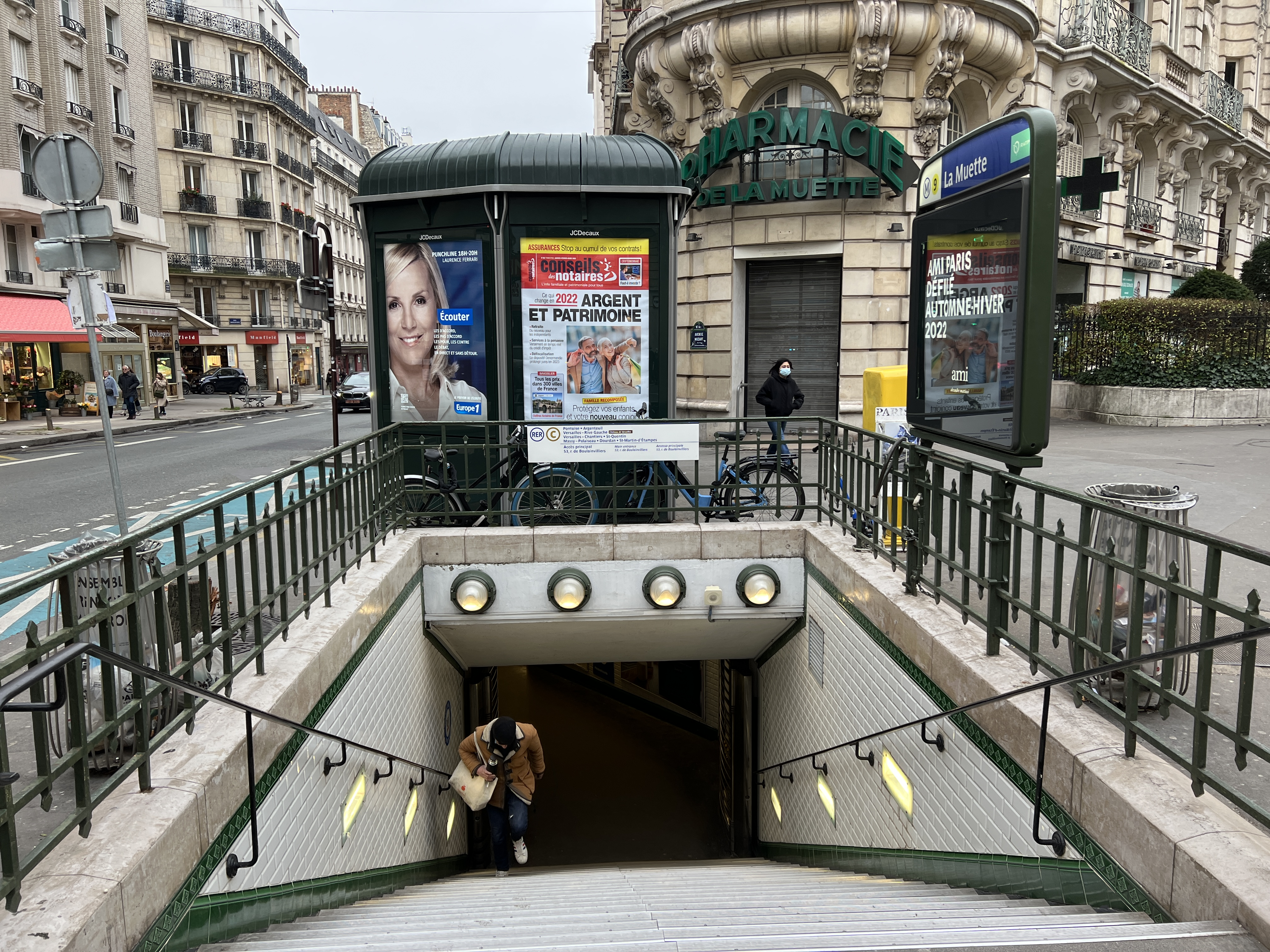
L'accès no 1, « Chaussée de la Muette ».
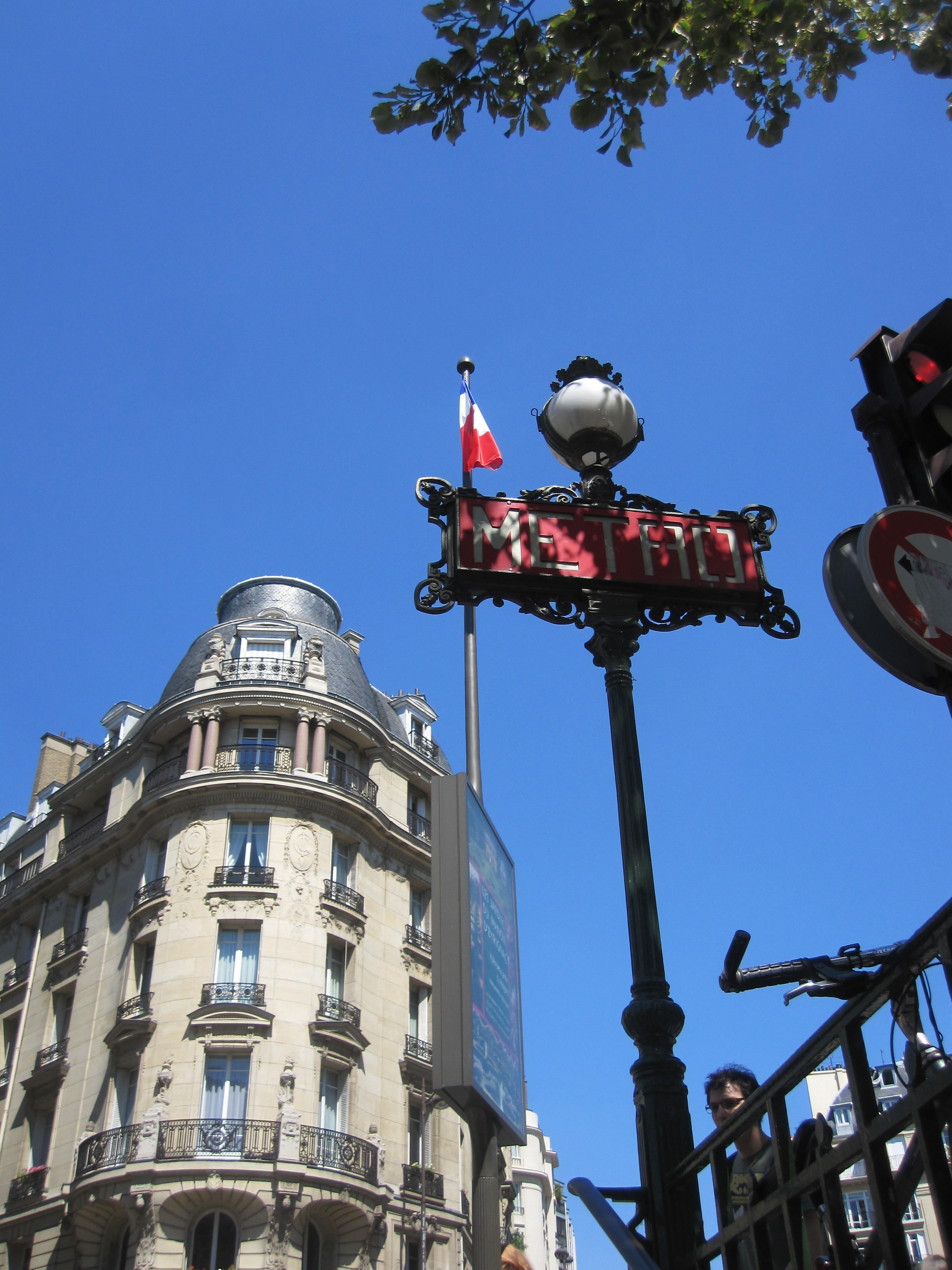
Candélabre Val d'Osne.
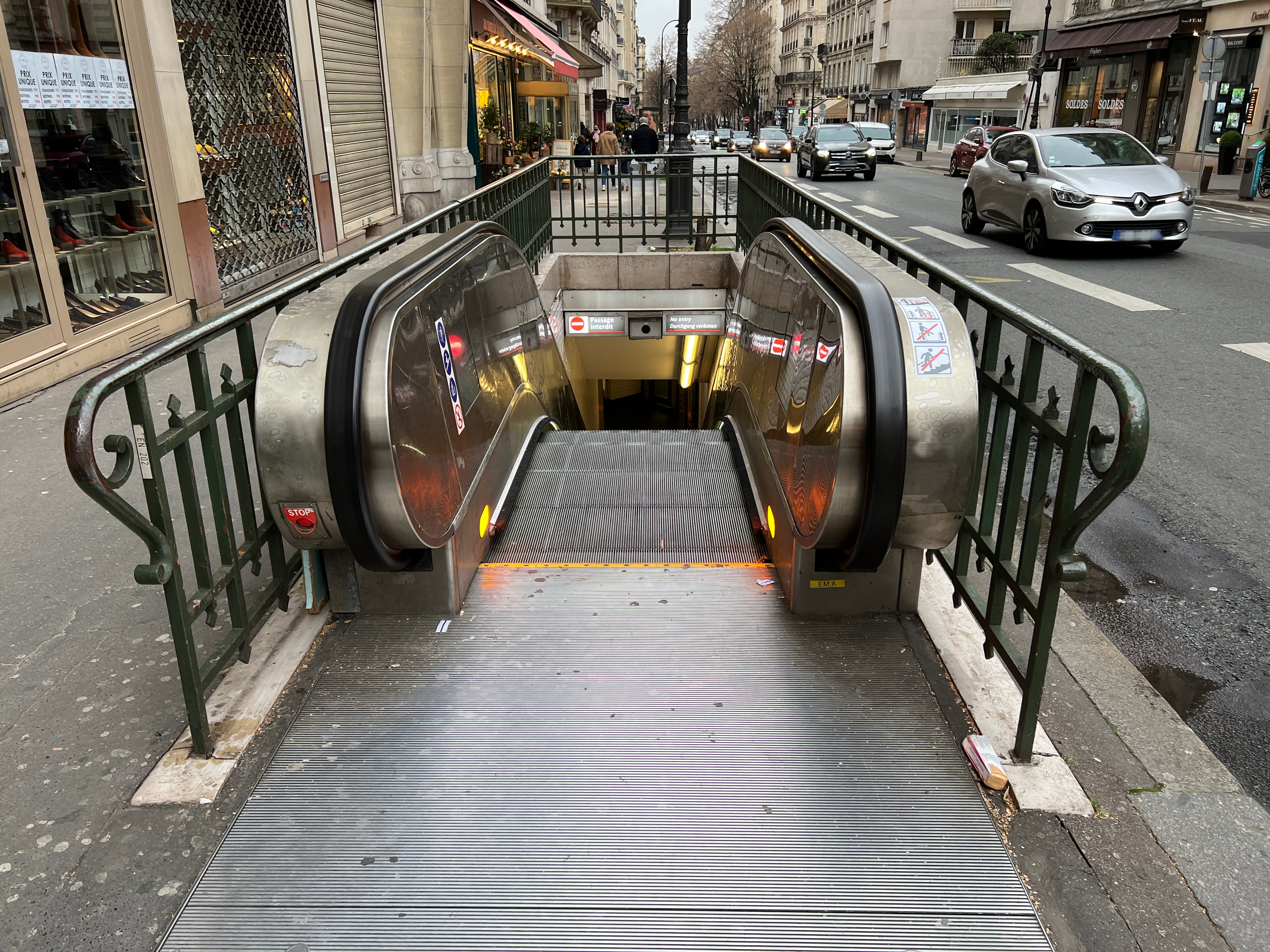
La sortie no 2, « Avenue Mozart ».

La salle de distribution des titres de transport est établie sous la forme d'une mezzanine surplombant les voies, au nord de la station, situation rare que celle-ci ne partage qu'avec les deux stations suivantes de la ligne 9 en direction de Pont de Sèvres : Ranelagh et Jasmin. Ainsi, les quais et les voies sont visibles depuis le hall d'accueil et le comptoir d'information.

### Quais
La Muette est une station de configuration standard pour le métro de Paris : elle possède deux quais, d'une longueur conventionnelle de 75 mètres, séparés par les voies du métro situées au centre. De par sa construction à fleur de sol, le plafond est constitué d'un tablier métallique supportant la chaussée, dont les poutres, peintes en argenté, sont soutenues par des piédroits verticaux et reliées entre elles par des cornières, lesquelles portent des voûtains en briques peints en blanc. Les traditionnels carreaux en céramique blancs biseautés recouvrent les piédroits, le tympan ainsi que les entourages d'escaliers en trémie donnant accès au RER Les cadres publicitaires, inclinés, sont métalliques et le nom de la station est inscrit en police de caractères Parisine sur des plaques émaillées. Les sièges sont de style « Akiko » de couleur verte. L'éclairage est partiellement indirect, projeté sur les piédroits, les publicités et la première rangée de voûtains au-dessus des quais (en partant du piédroit).
La décoration est ainsi similaire à celle des stations École Militaire sur la ligne 8 et Charles Michels sur la ligne 10, également construites avec une couverture métallique, puis carrossées dans les années 1960 et entièrement rénovées à la fin des années 2000.

Quais de la station
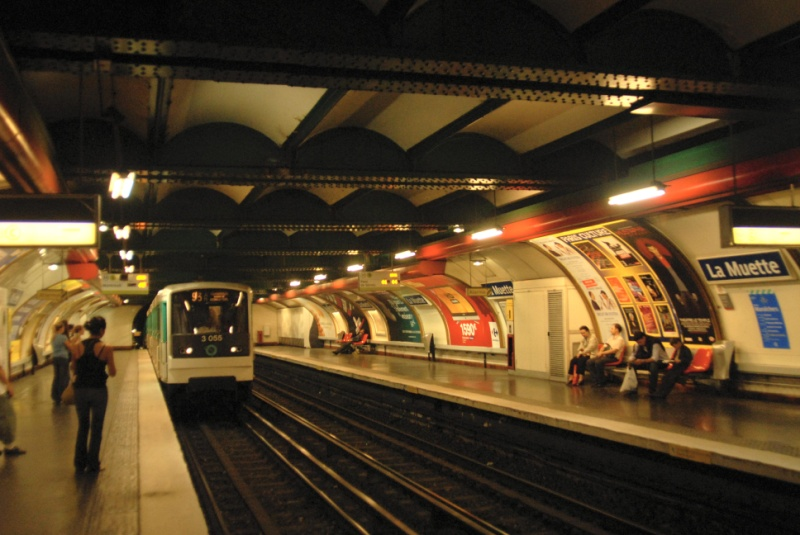
Vue des quais encore carrossés en 2006.
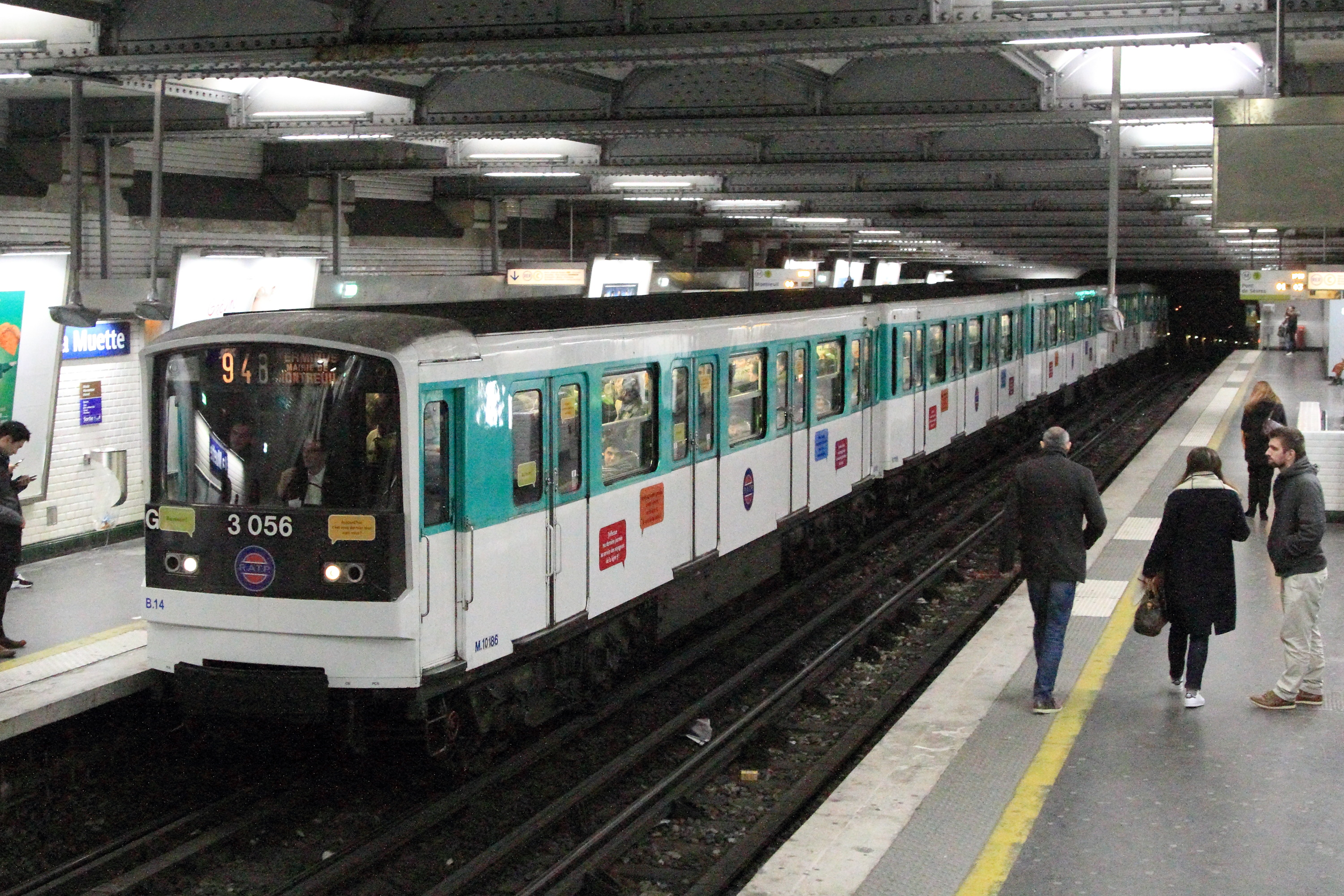
Le dernier MF 67 de la ligne 9 entrant en station en direction de Mairie de Montreuil.
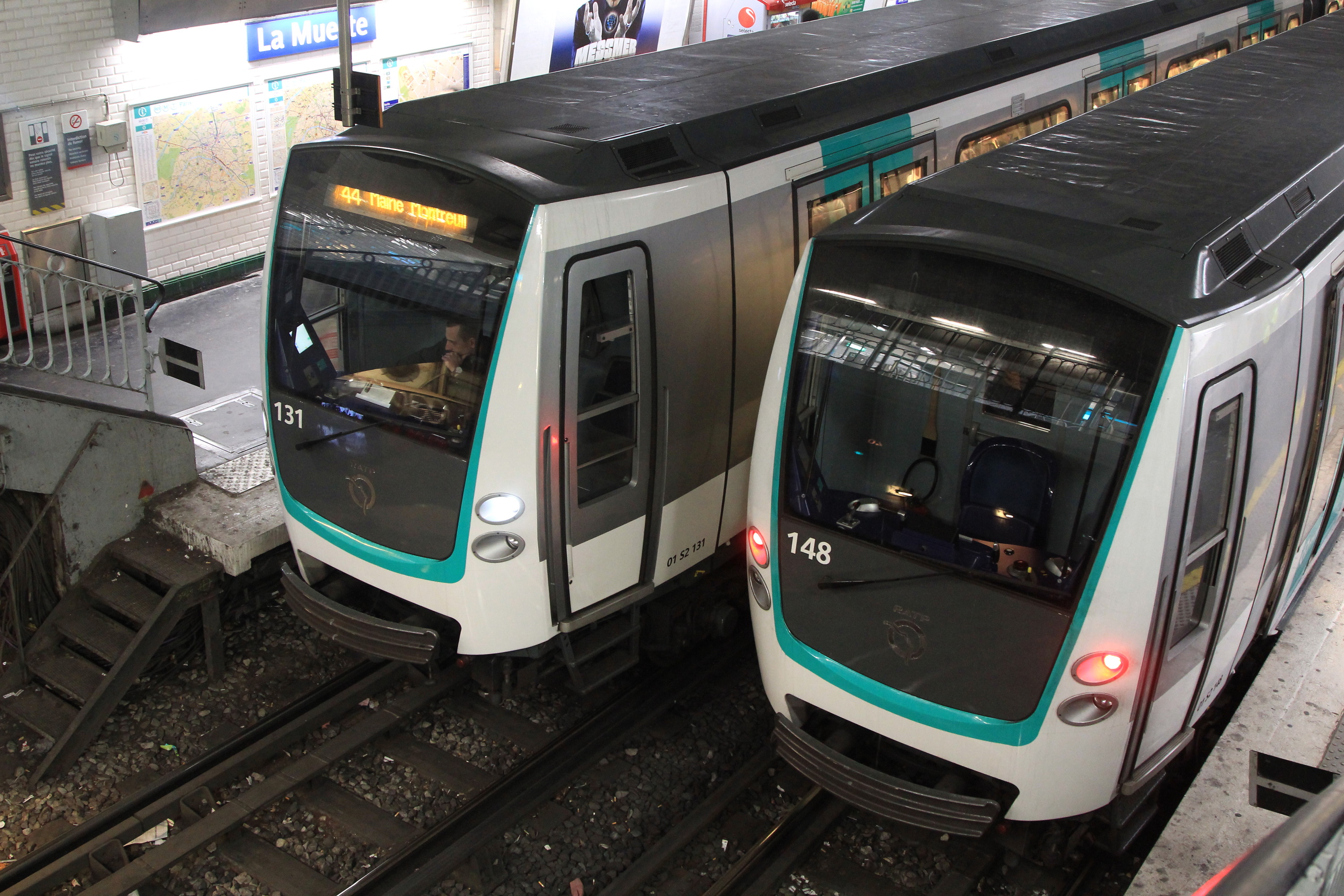
Croisement entre deux rames de type MF 01.
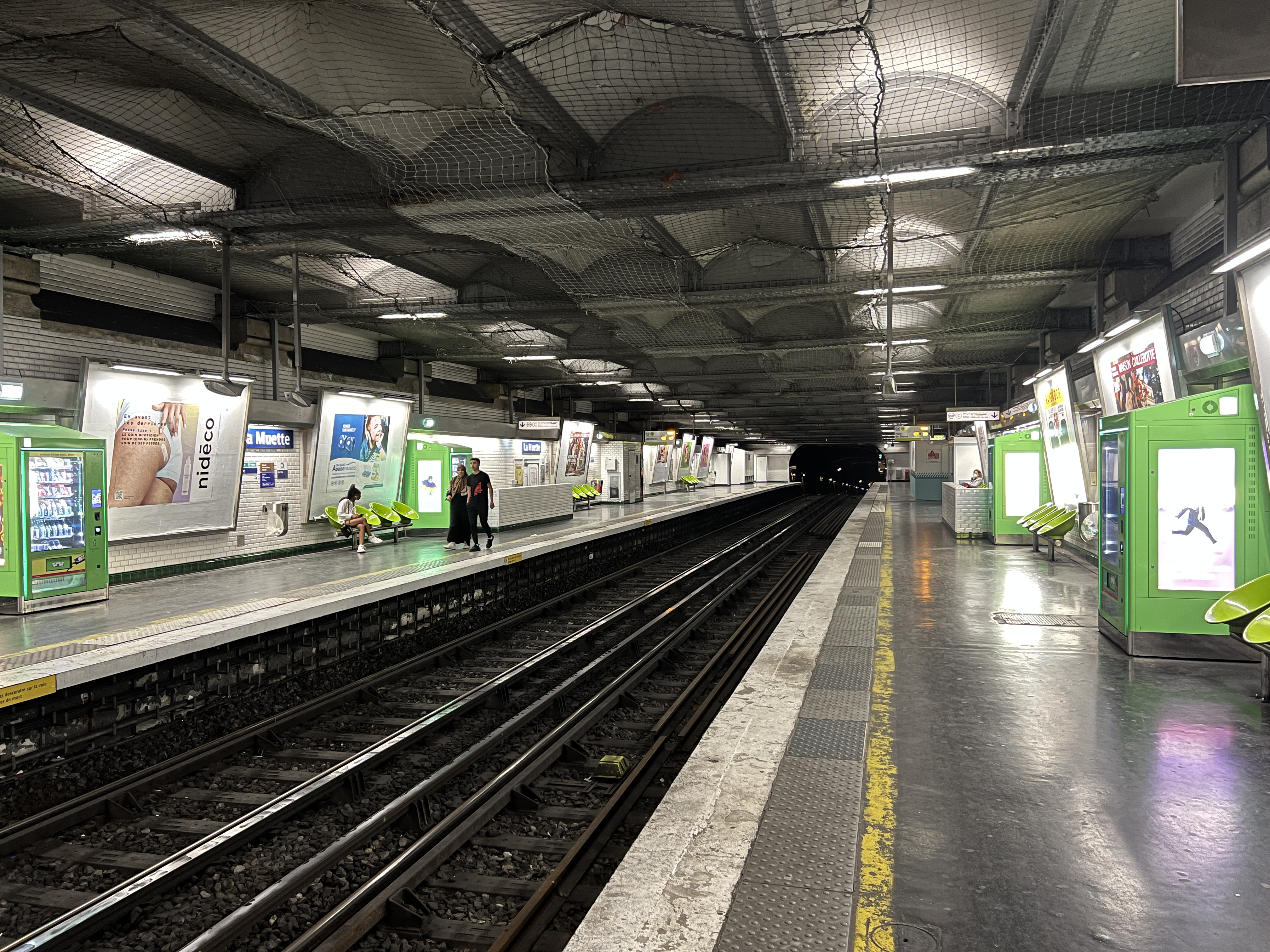
Les quais après la rénovation, vus en direction de Pont de Sèvres.
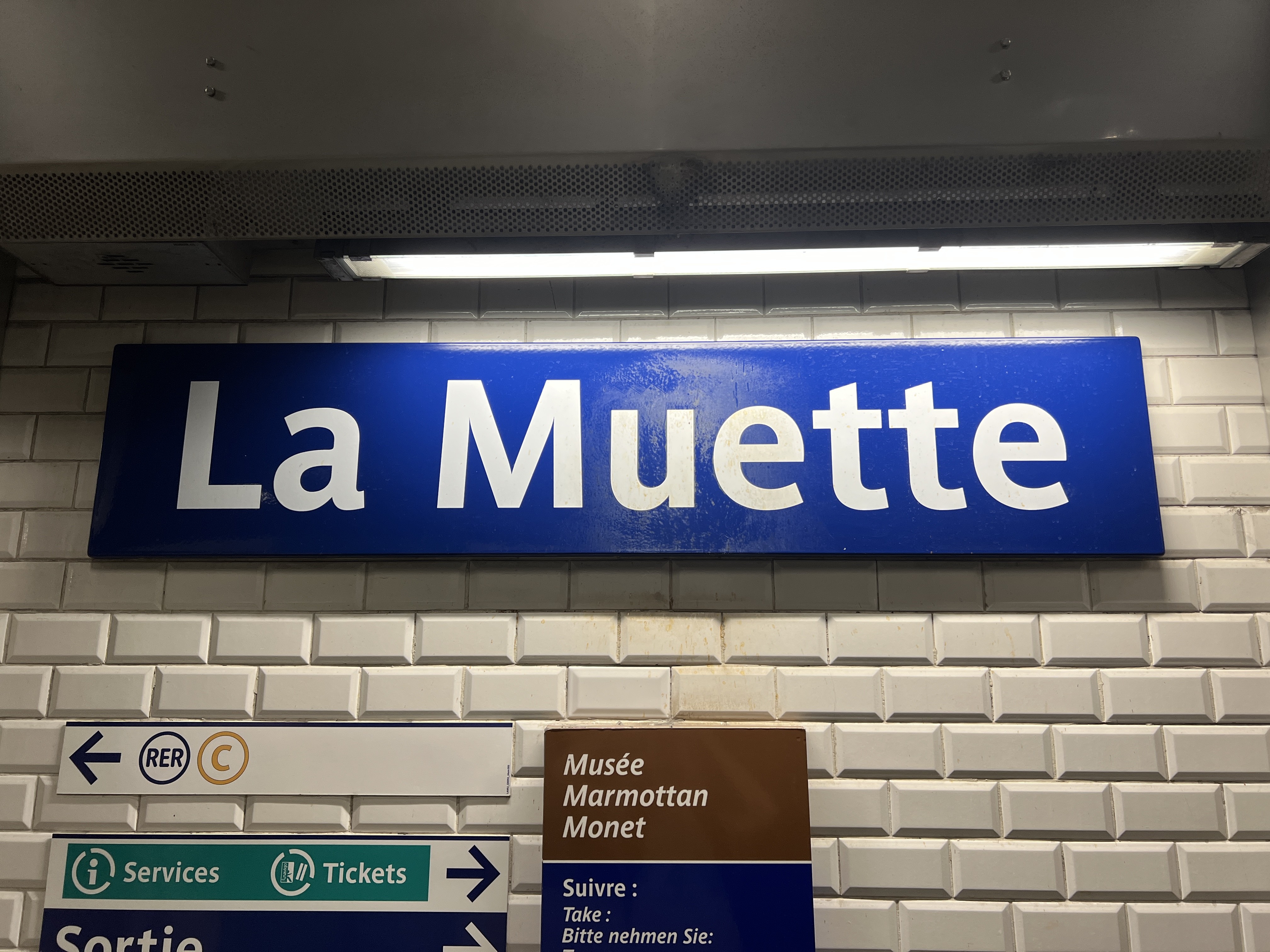
Plaque émaillée indiquant le nom de la station.

### Intermodalité
La station est en correspondance avec la gare de Boulainvilliers de la ligne C du RER, accessible grâce à un couloir souterrain.
Par ailleurs, elle est desservie par les lignes 22, 32, 52 et 70 du réseau de bus RATP et, la nuit, par la ligne N53 du réseau de bus Noctilien.

## À proximité
- Ambassade de Slovénie
- Ambassade d'Andorre
- Ancienne gare de Passy-la-Muette (reconvertie en restaurant)
- Jardins du Ranelagh
- Petite Ceinture du 16e
- Ambassade du Soudan
- Château de la Muette
- Ambassade de Madagascar
- Musée Marmottan-Monet
- Ambassade de Monaco
- Ambassade du Gabon
- Ambassade d'Afghanistan
- Église Notre-Dame-de-Grâce de Passy